# Comuna Pănătău, Buzău
Pănătău este o comună în județul Buzău, Muntenia, România, formată din satele Begu, Lacu cu Anini, Măguricea, Pănătău (reședința), Plăișor, Râpile, Sibiciu de Jos, Tega și Zaharești. În 2011, comuna avea 2537 locuitori.

## Așezare
Comuna se află în nord-vestul județului, la est de orașul Pătârlagele, pe malul stâng al râului Buzău, fiind străbătută de pâraiele Pănătăul și Sibiciul, afluente ale acestuia. Este deservită de o rețea de drumuri comunale, dintre care unul o leagă de orașul vecin Pătârlagele, traversând râul Buzău.

## Demografie
Componența etnică a comunei Pănătău
     Români (95,22%)
     Alte etnii (4,78%)
Componența confesională a comunei Pănătău
     Ortodocși (94,59%)
     Alte religii (0,43%)
     Necunoscută (4,97%)
Conform recensământului efectuat în 2021, populația comunei Pănătău se ridică la 2.072 de locuitori, în scădere față de recensământul anterior din 2011, când fuseseră înregistrați 2.537 de locuitori. Majoritatea locuitorilor sunt români (95,22%). Din punct de vedere confesional, majoritatea locuitorilor sunt ortodocși (94,59%), iar pentru 4,97% nu se cunoaște apartenența confesională.

## Politică și administrație
Comuna Pănătău este administrată de un primar și un consiliu local compus din 11 consilieri. Primarul, Nicolae Stoica[*], de la Partidul Social Democrat, este în funcție din 2000. Începând cu alegerile locale din 2024, consiliul local are următoarea componență pe partide politice:
|  | Partid                          | Consilieri | Componența Consiliului | Componența Consiliului | Componența Consiliului | Componența Consiliului | Componența Consiliului | Componența Consiliului | Componența Consiliului | Componența Consiliului | Componența Consiliului |
|  | ------------------------------- | ---------- | ---------------------- | ---------------------- | ---------------------- | ---------------------- | ---------------------- | ---------------------- | ---------------------- | ---------------------- | ---------------------- |
|  | Partidul Social Democrat        | 9          |                        |                        |                        |                        |                        |                        |                        |                        |                        |
|  | Alianța pentru Unirea Românilor | 2          |                        |                        |                        |                        |                        |                        |                        |                        |                        |

## Istorie
La sfârșitul secolului al XIX-lea, comuna Pănătău făcea parte din plaiul Buzău al județului Buzău și era formată din satele Begu, Botești, Babețu, Corcoianu, Diculești, Gulești, Lupoiu, Lacul cu Anini, Pănătău, Plătișoru, Sibiciu de Jos și Valea Fântânei, având în total 2140 de locuitori ce trăiau în 517 case. În comună funcționau 4 biserici (la Sibiciu de Jos, Pănătău, Plăișoru și Begu). Anuarul Socec consemnează în 1925 o populație de 1493 de locuitori în 11 sate. În 1931, a apărut în regiune, pe malul stâng al Buzăului, comuna Tega, prin desprinderea unor sate din comunele Mărunțișu și Viperești (Cuculești, Măguricea, Podurile, Râpile, Tega și Zaharești).
În 1950, comunele Pănătău și Tega au fost arondate raionului Cislău din regiunea Buzău și apoi (după 1952) din regiunea Ploiești. În 1968, au revenit la județul Buzău, comuna Tega fiind inclusă în comuna Pănătău; atunci a fost desființată și comuna Sibiciu, satul Sibiciu de Jos revenind comunei Pănătău.

## Monumente istorice

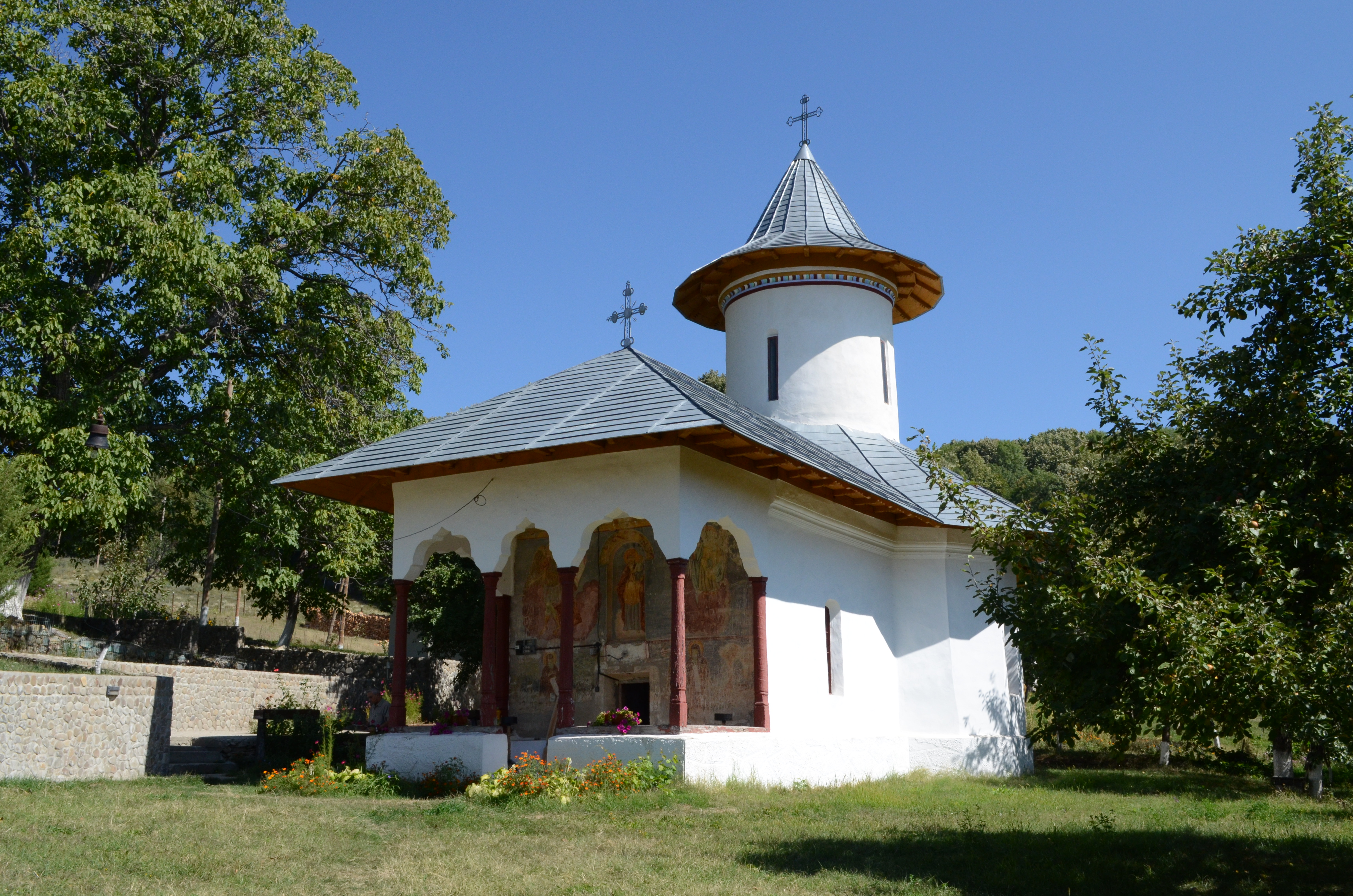
Biserica mănăstirii Cârnu, monument istoric de interes național din satul Tega comuna Pănătău

În comuna Pănătău se află biserica „Sfinții Arhangheli Mihail și Gavriil” a mănăstirii Cârnu din satul Tega, datând din anul 1545 din timpul domniei voievodului Mircea Ciobanul al Țării Românești, clasificată ca monument de arhitectură.
În rest, alte nouă obiective din comuna Pănătău sunt incluse pe lista monumentelor istorice din județul Buzău ca monumente de interes local. Unul dintre ele este de tipul sit arheologic, reprezentat de o așezare aparținând culturii Monteoru din Epoca Bronzului (mileniile al III-lea–al II-lea î.e.n.), aflată la marginea satului Begu, sub culmea Pănătăului. Alte trei obiective sunt clasificate ca monumente de arhitectură: casa Cleopatra Melidoneanu (începutul secolului al XX-lea) din satul Pănătău, biserica de lemn „Nașterea Maicii Domnului” de la Râpile (1838) și biserica „Cuvioasa Paraschiva” (1876) din satul Tega. Alte cinci obiective sunt clasificate ca monumente funerare sau memoriale; este vorba de cruci de piatră din diferite epoci: cea din fața bisericii din Pănătău datând de la 1790, cea din fața bisericii din Plăișor (1793), cea de „la muchea Priporului” din același sat (1825), cea din fața cimitirului din Sibiciu de Jos (1741) și cea din grădina lui N. Toma din același sat (1842).